# 今西幸蔵
今西 幸藏（いまにし こうぞう、1947年 - ）は、日本の教育学者、神戸学院大学教授。生涯教育学専攻。

## 来歴
大阪府生まれ。1971年関西学院大学文学部東洋史学科卒。中学校及び高等学校教員、1987年大阪府教育委員会指導主事・社会教育主事・主任社会教育主事、1995年大阪府立富田林高等学校教頭、1998年京都文化短期大学助教授、1999年京都学園大学人間文化学部教授、2005年天理大学人間学部教授、2009年神戸学院大学人文学部教授、2020年高野山大学文学部教育学科特任教授。
・主な職歴
1971年～1974年　堺市立金岡中学校教諭（社会科）
1974年～1980年　大阪府立交野高等学校教諭(社会科）
1980年～1987年　大阪府立泉北高等学校教諭(社会科）
1987年～1992年　大阪府教育委員会事務局指導主事兼社会教育主事
1992年～1995年　大阪府教育委員会事務局主任社会教育主事、大阪府立文化情報センター主任専門員・参事
1995年～1998年　大阪府立富田林高等学校教頭（定時制の課程、大阪府立桃谷高等学校通信制の課程兼務）
1998年～1999年　京都文化短期大学経営学科助教授
1999年～2000年　京都文化短期大学経営学科教授
1999年～2005年　京都学園大学人間文化学部人間関係学科教授
2005年～2009年　天理大学人間学部人間関係学科生涯教育専攻教授
2009年～　　　　神戸学院大学人文学部人文学科教授
・所属学会
日本生涯教育学会（評議員、生涯学習実践研究所関西センター長）、日本ボランティア学習協会（理事、紀要査読委員）、関西教育行政学会、日本学習社会学会（理事）、日本特別活動学会近畿支部
・主な研究分野
生涯教育学、教職教育領域（生涯学習、学校教育、学校教員）
・主な研究課題
・成人学力の開発のための指標分析と評価に関する研究
・高等学校教育制度の改善に関する研究(定時制・通信制課程の高等学校の組織と運営に関する研究)
・社会教育行政の教育政策に関する研究
・協働型市民社会における生涯学習の役割に関する研究
・石田梅岩と生涯学習の関係に関する研究
・競争的資金・科学研究費補助金
基盤研究（C）分担　生涯学習社会における“地球市民”の育成と“共生のまちづくり”に関する実証的研究　1999年度～2000年度
・共同・受託研究
共同研究　代表　子ども・夢・創造プロジェクトにおける青少年の学力評価に関する研究　大阪市子ども青少年局　2015年度～2016年度
共同研究　分担　子どもの読書活動と人材育成に関する調査研究　国立青少年教育振興機構　2011年度～2012年度
共同研究　分担　生涯学習の学習需要の実態とその長期的変化に関する調査研究　国立教育政策研究所　2010年度～2012年度
共同研究　分担　言語力の向上をめざす生涯にわたる読書教育の総合的研究　国立教育政策研究所　2007年度～2009年度
共同研究　分担　基礎体力の向上をめざす生涯にわたる健康教育の総合的研究　国立教育政策研究所　2004年度～2006年度
主な研究業績

【刊行物】　2015年　『読書教育の方法ー学校図書館の活用に向けてー』　共著　学文社（単行本）　p.19-30、p.55-69

【刊行物】　2014年　『Q&A教育学・教育の原理[第3版]』　共著　法律文化社(単行本)　P.113-156

【刊行物】　2013年　『教職に関する基礎知識』　共著　八千代出版　p.3-10、p.21-28、p.143-148

【刊行物】　2012年　『知識の創造・普及・活用－学習社会のナレッジ・マネジメント－』　共訳　明石書店(単行本)　P.333-349

【刊行物】　2011年　『生涯学習論入門』　単著　法律文化社（単行本）　p.1-189

【刊行物】　2006年　『キー・コンピテンシー　─国際標準の学力をめざして─』　共訳　明石書店（単行本）　p.36-62

【論文】　2015年　「学習活動における財政的支援に関する提言」　単著　『日本生涯教育学会年報』第36号，日本生涯教育学会　第36号、p193-204

【論文】　2014年　「高齢者の学習活動と経費に関わる研究－今後の学習支援方策に向けての課題」　単著　『日本生涯教育学会論集』第35号　P.121-130

【論文】　2008年　「キー・コンピテンシーとDeSeCo計画」　単著　『天理大学学報』天理大学　第219号、p. 1-29
【論文】　2014年　「識字教育という観点から見たスペインの生涯教育─バルセロナのラ・ヴェルネーダ・サン・マルティの教育─」　単著　『人間文化』神戸学院大学人文学会　第34号、p.1-11

【論文】　2008年　「キー・コンピテンシーとDeSeCo計画」　単著　『天理大学学報』天理大学　第219号、p.1-29
・審議会・委員会活動

大阪狭山市社会教育委員　委員長　2015年～2017年

大阪市こども・夢・創造プロジェクト実行委員会　委員長　2015年～2017年

大阪狭山市青少年問題協議会　委員　2015年～2017年

芦屋市公民館運営審議会　委員　2015年～2016年

芦屋市教育振興基本計画策定委員会　委員　2015年～2016年

大阪狭山市総合計画審議会・大阪狭山総合戦略策定委員会　委員　2015年～2016年

大阪市消費者保護審査会　委員　2014年～2016年

守口市生涯学習推進会議　委員　2014年～2016年

茨木市人権尊重のまちづくり審議会　会長　2014年～2016年

大阪狭山市文化芸術振興ビジョン策定委員会　委員長　2014年～2015年

茨木市総合計画審議会　委員　2014年～2015年

亀岡市学校規模適正化検討会議　委員長　2014年～2015年

兵庫県社会教育委員　委員　2013年～2017年

大阪狭山市教育振興基本計画策定委員会　委員長　2013年～2015年

門真市生涯学習推進計画策定委員会　委員長　2012年～2014年

文部科学省民間教育事業者の情報公開等の在り方に関する調査研究委員会　委員　2012年

亀岡市教育振興基本計画策定委員会　委員長　2011年～2013年

大阪市教育振興計画策定委員　副委員長　2009年～2011年

東大阪市第3次生涯学習推進計画策定委員会　専門アドバイザー　2009年～2011年

大阪市放課後対策事業推進会議　議長　2008年～2012年

大阪市社会教育委員　議長　2008年～2012年

兵庫県生涯学習審議会　委員　2007年～2009年

茨木市社会教育委員　委員　2005年～2016年

茨木市人権協会　理事　2005年～2016年

京都府生涯学習審議会　委員　2004年～2016年

文部科学省全国体験活動ボランティア活動推進総合推進センター　アドバイザー　2002年～2016年

堺市博物館協議会　委員（副会長）　2001年～2017年

・地域貢献活動

2015　大阪市教育委員会 学校と地域をつなぐボランティアコーディネート

2015　滋賀県地域女性団体連合会　滋賀ちふれんの活動に対する助言

2012　滋賀県高島市　「高島塾」塾長として同市の生涯学習活動に対して助言・講師

2012　ＮＰＯすまいるセンター　ＮＰＯ活動と市民活動に関わる研究会の講師

2008　京都府亀岡市　生涯学習まちづくりの推進と石田梅岩研究に対する指導・助言

2008　熊本県宇城市　宇城市における生涯学習活動に対する助言

2003　泉北ニュータウン学会　学会副会長として、地域学に基づく地域貢献活動に対する助言

2001　埼玉県八潮市　「やしお大使」として同市における生涯学習まちづくりに対する助言

・講演会実績

2016年2月12日　西宮市教育委員会　学校・家庭・地域の連携による教育力の向上

2016年2月1日　国立教育政策研究所　地域総合計画と社会教育計画

2015年12月7日　大阪市教育委員会　学校と地域をつなぐボランティア・コーディネート

2015年12月1日　滋賀県教育委員会　今、社会教育が果たす人づくり・地域づくり

2015年10月20日　東大阪市教育委員会　これからの生涯学習

2015年6月10日　山口県人づくり財団　まちづくりの推進と行政の役割－情報の提供による市民活動の支援

2015年5月10日　滋賀県地域婦人連合会　社会教育関係団体のリーダーの役割

2015年2月9日　大阪狭山市役所　大阪狭山市の自治基本条例について ─ 市民自治によるまちづくりを進めるうえでの職員としての心構えについて ─

2014年11月20日　兵庫県阪神南地区社会教育協議会　社会教育委員の役割と今後に期待されること

2014年8月11日　国立教育政策研究所　社会教育の広報・広聴

2014年6月11日　伊都地方社会教育委員連絡協議会　社会教育活動を推進する仕組みづくり　 ─ 社会教育委員に求められるもの ─

2014年6月4日　兵庫県東播磨・北播磨地区社会教育協議会　社会教育委員に期待することー大人も子どもも共に育つ地域をめざしてー

2014年1月17日　門真市教育委員会　門真市生涯学習推進基本計画の意義について

2013年11月22日　全国大学公開講座研究会　大学開放事業としての公開講座の現状と課題

2013年11月15日　芦屋市教育委員会　放課後子ども活動におけるコーディネートについて

2013年8月12日　国立教育政策研究所　社会教育主事講習

2013年7月30日　岡山県教育委員会　学校と地域の効果的な連携

2013年6月30日　加古川市教育委員会　社会教育の可能性～共に生きる地域をめざして～

2013年1月17日　鹿児島県教育委員会　学校と地域をつなぐ地域コーディネーターの役割や活動の在り方等について

## 著書
- 『21世紀の宝・生涯学習 市民社会へのパスポート』澪標 2001
- 『社会教育計画ハンドブック』八千代出版 2004
- 『生涯学習論入門』法律文化社 2011

### 共編著
- 『現代における社会教育の課題』村井茂共編著 八千代出版 2006
- 『学校教員の現代的課題 教師力・学校力・実践力』立田慶裕共編著 法律文化社 2010
- 『教職に関する基礎知識』古川治,矢野裕俊共編著 八千代出版 2013

### 翻訳
- ドミニク・S.ライチェン, ローラ・H.サルガニク編著『キー・コンピテンシー 国際標準の学力をめざして OECD DeSeCo コンピテンシーの定義と選択』立田慶裕監訳 岩崎久美子,猿田祐嗣,名取一好,野村和,平沢安政共訳 明石書店 2006

## 参考
- ISBN　978-4-8429-1342-1
- J-GLOBAL